# Тимонова, Евгения Валентиновна
Евге́ния Валенти́новна Ти́монова — российская научная журналистка и телеведущая, натуралистка, популяризатор науки, автор и ведущая видеоблога «Всё как у зверей» (c 2013).

## Биография
Евгения Тимонова родилась 15 октября 1976 года в Новосибирске. С детства любит природу. Была юннатом в зоопарке, побеждала в биологических олимпиадах, училась на биологическом факультете Томского университета, на третьем курсе, решив, что она не биолог, а скорее натуралист, перешла на филологический факультет НГПУ, окончила отделение литературоведения и психологии. Работала тележурналистом на новосибирском телевидении в программе «Дорогое удовольствие».
В 2000 году переехала в Москву и начала работать в рекламном бизнесе, сначала копирайтером, после — креативным директором.
В 2006—2007 годах в Киеве была первым главным редактором женского журнала LQ.
В 2012 году после победы в конкурсе «Лучшая работа в России» познакомилась с его организатором, стратегом голландского рекламного агентства Сергеем Фененко и в 2013 совместно с ним создала «Всё как у зверей» — программу о том, в кого люди такие — первую русскоязычную авторскую научно-популярную передачу о биологии, эволюции, природе человека и его связи с животным миром. В 2014 году выступила в роли ведущей церемонии награждения премии «Просветитель».
В январе 2015 года Евгению Тимонову номинировали на премию «За верность науке» Министерства образования и науки РФ.
В 2015 году вышла замуж за режиссёра и художника Андрея Кузнецова. Есть сын Иван.

## Всё как у зверей
«Всё как у зверей» — программа и научно-популярный видеоканал о биологических причинах человеческого поведения. В программе раскрываются неожиданные аналогии поведения людей и животных. Самые популярные выпуски «Всё как у зверей» отвечают на вопросы: Почему мы голые? Каковы механизмы прокрастинации? Почему нас пугают дырки и гипнотизируют прыщи? Откуда взялась любовь? Чего хотят женщины? Зачем вы, бабушки? Стареть или не стареть? и многие другие. Видео рассчитано на широкую, неподготовленную аудиторию и содержит развлекательную составляющую.

### История канала
Идея создания «Всё как у зверей» возникла в марте 2013 на встрече автора и ведущей Евгении Тимоновой, незадолго до этого ушедшей из рекламного агентства BBDO, с режиссёром и продюсером Сергеем Фененко, приехавшим в Москву преподавать в Британской высшей школе дизайна. Канал был создан 10 июня 2013 года. Фирменный стиль канала разработан компаниями «Novocortex» (Голландия) и «Ред График Системс» (Россия). В ноябре 2014 года к основателям присоединились художник Андрей Кузнецов (Акуаку) и оператор Олег Кугаев. Первый сезон программы был записан в студии на фоне зелёного экрана в сотрудничестве с Мишей Кашканом и Дмитрием Соркиным. Начиная со второго сезона, снятого в Кении в январе 2014 года, программа вышла из студии в дикую природу. С тех пор «Всё как у зверей» снимали в Хорватии, Индии, Португалии, Индонезии, Голландии, Австралии, Новой Зеландии и России. Рецензентами выпусков «Всё как у зверей» были Александр Марков, Станислав Дробышевский, Александр Соколов, Александр Панчин и другие известные российские биологи.
С марта 2016 г. «Всё как у зверей» выходит на канале ВГТРК «Живая планета» В 2016 году канал получил YouTube Silver Play Button за достижение рубежа в 100 000 подписчиков. Самый успешный выпуск — «Звериный оскал патриотизма» о механизмах военной пропаганды — набрал миллион просмотров в течение нескольких месяцев после публикации. В 2015 году канал «Всё как у зверей» был награждён премией всероссийского конкурса инновационной журналистики «Tech in Media» в категории «Лучший научно-популярный блог».
На данный момент насчитывается 8 сезонов.

## Критика
Лекция «С чего начинается социум», в которой Тимоновой была проведена художественная параллель между поведением людей и насекомых, была подвергнута критике со стороны социолога Кирилла Титаева как содержащая сомнительные аналогии и «лженаучное знание». Титаев отметил, что невозможно доказать ложность любых аналогий или каким-либо образом проверить их научно, поэтому наличие аналогий является наиболее заметной отличительной особенностью лженауки. При этом Титаев указал, что с определёнными оговорками допускает некоторые «вольные сравнения» в научно-популярных лекциях, но выступает против того, чтобы такие сравнения являлись основой лекции.

## Лекции
- Евгения Тимонова. Лекция «Я, слон». — М.: Лекторий «Прямая Речь», 2015.
- Евгения Тимонова. Лекция «Рожденные альтруистами». — М.: Лекторий «Прямая Речь», 2015.
- Евгения Тимонова. Лекция «Дельфины: братья по разуму или товарищи по играм?». — М.: Лекторий «Прямая Речь», 2015.
- Евгения Тимонова. Лекция «Война полов». — М.: Лекторий «Прямая Речь», 2015.